# Cajati (kommun)
Cajati är en kommun i Brasilien.   Den ligger i delstaten São Paulo, i den södra delen av landet, 1 000 km söder om huvudstaden Brasília. Antalet invånare är 28 371.
Följande samhällen finns i Cajati:
- Cajati

I omgivningarna runt Cajati växer i huvudsak städsegrön lövskog. Runt Cajati är det ganska glesbefolkat, med 38 invånare per kvadratkilometer.